# Guardiolo bianco
Il Guardiolo bianco è un vino DOC la cui produzione è consentita nella provincia di Benevento.

## Caratteristiche organolettiche
- colore: paglierino più o meno intenso.
- odore: intenso, delicato, gradevole.
- sapore: secco, fresco, armonico.

## Produzione
Provincia, stagione, volume in ettolitri
- Benevento  (1993/94)  113,01
- Benevento  (1994/95)  1028,01
- Benevento  (1995/96)  1234,94
- Benevento  (1996/97)  1572,18